# Sedef
Sedef (en turco, Sedef Adası; en griego, Τερέβυνθος) es una de las nueve islas que conforman las Islas de los Príncipes del mar de Mármara, cerca de Estambul, Turquía. Sedef es un barrio oficial del distrito de Adalar de la provincia de Estambul.

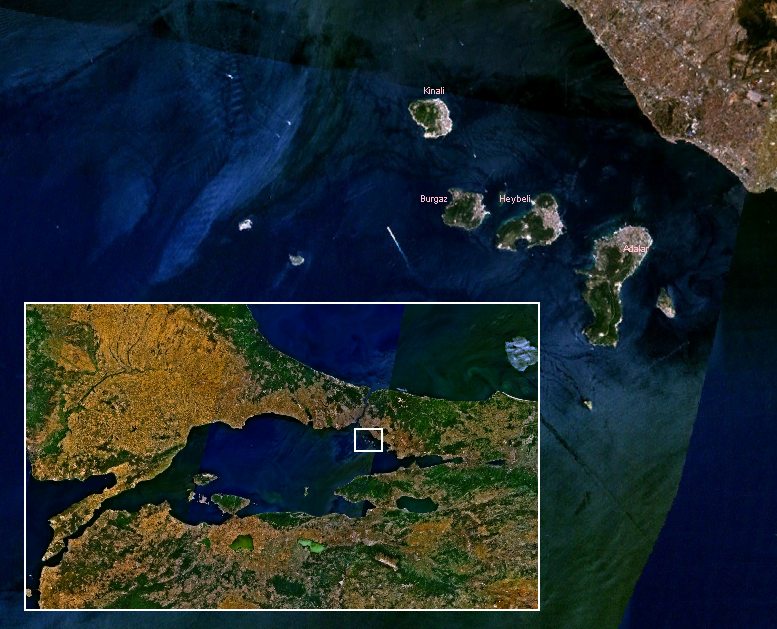
Imagen de satélite de las Islas Príncipe. Sedef es la primera isla a la derecha, junto a Büyükada).

Con una superficie de 0,157 km², es una de las islas más pequeñas del archipiélago. La mayor parte de la isla es de propiedad privada, y los bosques de pinos fueron plantados por su propietario, Şehsuvar Menemencioğlu, quien compró la isla en 1956. Él tuvo un papel fundamental en la protección medioambiental de la isla y en el establecimiento de una estricta normativa relativa a la urbanización, que prohíbe la construcción de edificios de más de dos plantas.
El nombre griego de la isla significa trementina, que alude a la existencia significativa de terebintos en la antigüedad. En el año 857, Ignacio de Constantinopla fue exiliado en la isla, donde estuvo confinado durante 10 años antes de volver a ser elegido patriarca en 867.